# Bergia serrata
Bergia serrata là một loài thực vật có hoa trong họ Elatinaceae. Loài này được Blanco mô tả khoa học đầu tiên năm 1837.